# Patrick Noble
Patrick Noble, född 1787 i Abbeville County i South Carolina, död 7 april 1840 i South Carolina, var en amerikansk demokratisk politiker. Han var South Carolinas viceguvernör 1830–1832 och guvernör från 1838 fram till sin död.
Noble utexaminerades 1806 från College of New Jersey (numera Princeton University). Han tjänstgjorde som major i South Carolinas milis och var verksam som advokat. År 1830 tillträdde han som viceguvernör och innehade ämbetet i två år.
Noble efterträdde 1838 Pierce Mason Butler som South Carolinas guvernör. Noble avled 1840 i ämbetet och gravsattes på en familjekyrkogård.